# Policaprolactonă

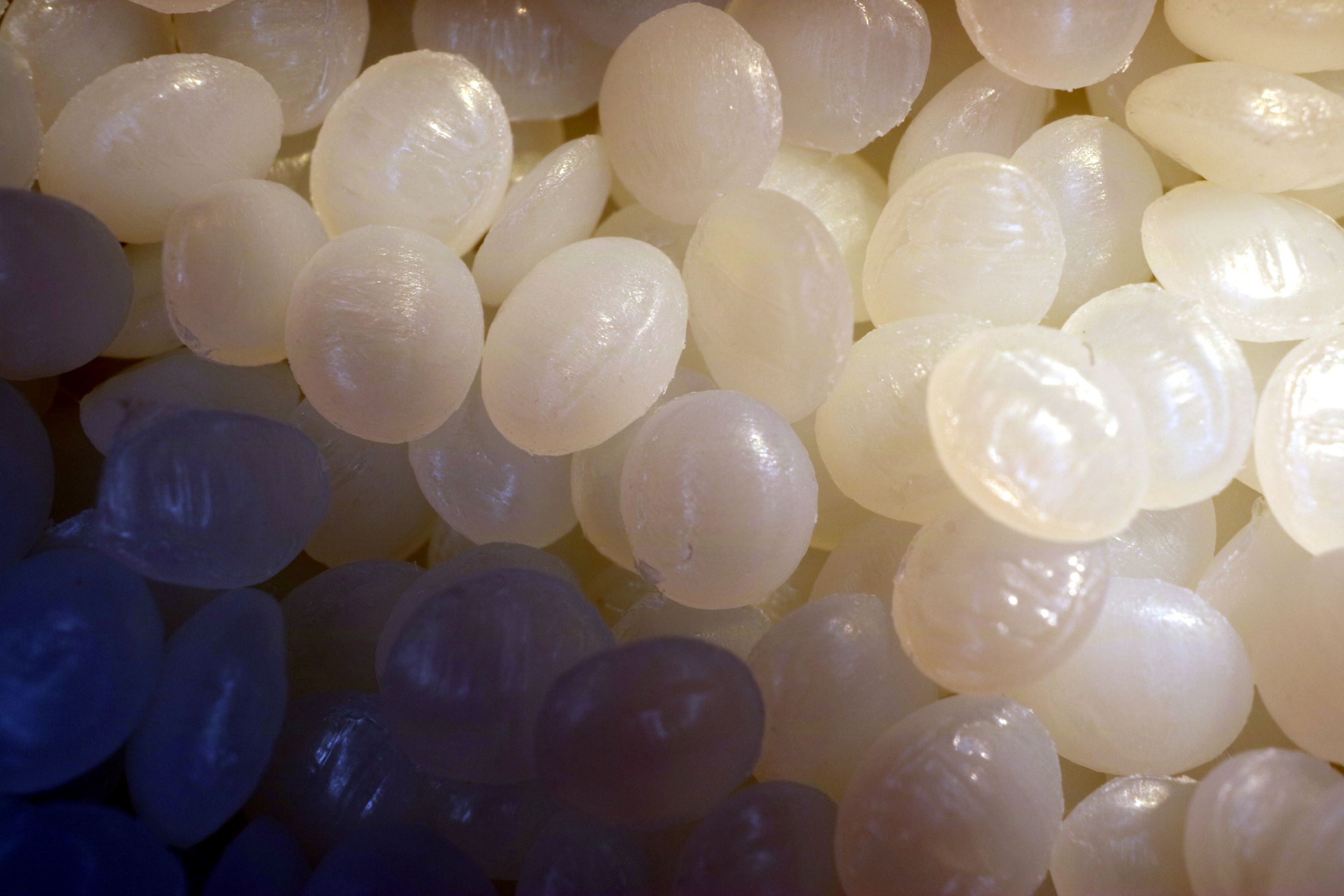
Perle PCL, astfel cum sunt vândute pentru uz industrial sau hobby.

Policaprolactona (PCL) este un poliester sintetic, semicristalin, biodegradabil, cu un punct de topire de aproximativ 60 °C și o temperatură de tranziție vitroasă de aproximativ −60 °C. Cea mai frecventă utilizare a policaprolactonei este producerea de poliuretani speciali. Policaprolactonele conferă poliuretanului produs o bună rezistență la apă, ulei, solvent și clor.
Acest polimer este adesea utilizat ca aditiv pentru rășini pentru a le îmbunătăți caracteristicile de prelucrare și proprietățile de utilizare finală (de exemplu, rezistența la impact). Fiind compatibil cu o serie de alte materiale, PCL poate fi amestecat cu amidon pentru a-i reduce costul și a-i crește biodegradabilitatea sau poate fi adăugat ca plastifiant polimeric la policlorura de vinil (PVC).
Policaprolactona este, de asemenea, utilizată pentru așezare, modelare și ca materie primă pentru sistemele de prototipare, cum ar fi imprimantele 3D de fabricare a filamentelor fuzionate.

## Sinteză
PCL se prepară prin polimerizarea prin deschiderea inelului a ε-caprolactonei folosind un catalizator cum ar fi octoatul stanos. O gamă largă de catalizatori poate fi utilizată pentru polimerizarea de deschidere a inelului de caprolactonă.

## Aplicații biomedicale
PCL este degradat prin reacția de hidroliză a legăturilor sale esterice în condiții fiziologice (cum ar fi în corpul uman) și, prin urmare, a primit o atenție deosebită pentru utilizarea ca biomaterial implantabil. În special, este deosebit de interesant pentru prepararea dispozitivelor implantabile pe termen lung, datorită degradării sale care este chiar mai lentă decât cea a polilactidei.
PCL a fost utilizat pe scară largă în implanturi pe termen lung și în aplicații de eliberare controlată a medicamentelor. Cu toate acestea, în ceea ce privește ingineria țesuturilor, PCL prezintă unele deficiențe, cum ar fi rata de degradare lentă, proprietăți mecanice slabe și aderență celulară redusă. Încorporarea ceramicii pe bază de fosfat de calciu și a sticlelor bioactive în PCL a dat naștere unei clase de biomateriale hibride cu proprietăți mecanice remarcabil îmbunătățite, rate de degradare controlabile și bioactivitate sporită, care sunt adecvate pentru ingineria țesuturilor osoase.
PCL a fost aprobat de Food and Drug Administration (FDA) în aplicații specifice utilizate în corpul uman ca (de exemplu) dispozitiv de administrare a medicamentelor, sutură sau barieră de aderență. PCL este utilizat în domeniul în creștere rapidă al esteticii umane ca urmare a introducerii recente a unei microsfere de umplutură dermică pe bază de PCL aparținând clasei stimulatorilor de colagen (Ellansé).
Prin stimularea producției de colagen, produsele pe bază de PCL sunt capabile să corecteze semnele de îmbătrânire a feței, cum ar fi pierderea de volum și laxitatea conturului, oferind un efect natural imediat și de lungă durată. Este investigată ca suport pentru repararea țesuturilor prin inginerie tisulară, membrana GBR. A fost utilizată ca bloc hidrofob al copolimerilor sintetici amfifili bloc utilizați pentru a forma membrana veziculelor de polimerzomi.
O varietate de medicamente au fost încapsulate în mărgele de PCL pentru eliberarea controlată și administrarea direcționată a medicamentelor.
În stomatologie (sub forma compozitului denumit Resilon), este utilizat ca component al „gardienilor de noapte” (atele dentare) și în obturarea canalelor radiculare. Are același efect ca gutaperca, proprietăți similare de manipulare și, în scopul retratării, poate fi înmuiat cu căldură sau dizolvat cu solvenți precum cloroformul. La fel ca gutaperca, sunt disponibile conuri principale în toate dimensiunile ISO și conuri accesorii în diferite dimensiuni și conicități. Diferența majoră dintre materialul de obturare a canalelor radiculare pe bază de policaprolactonă (Resilon și Real Seal) și guttapercă este că materialul pe bază de PCL este biodegradabil, în timp ce gutaperca nu este. Există o lipsă de consens în cadrul comunității experților dentare cu privire la oportunitatea utilizării unui material biodegradabil pentru obturarea canalelor radiculare, precum Resilon sau Real Seal.

## Hobbyist și prototipare

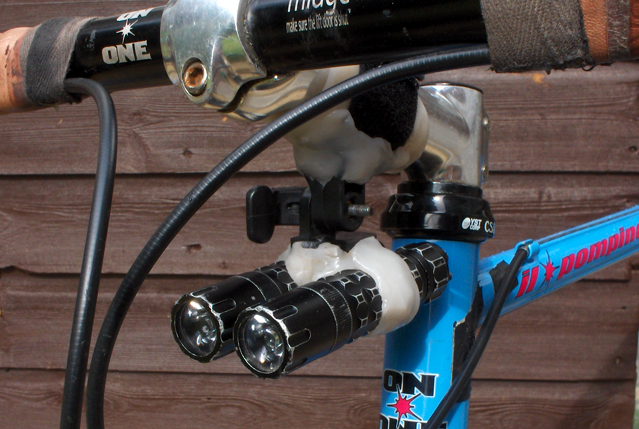
Montare de acasă a luminii de bicicletă, realizată din PCL

PCL are, de asemenea, multe aplicații pe piața amatorilor, unde este cunoscut sub numele de Re-Form, Polydoh, Plastimake, NiftyFix, Protoplastic, InstaMorph, Polymorph, Shapelock, ReMoldables, Plastdude, TechTack sau Friendly Plastic. Are proprietățile fizice ale unui plastic foarte dur, asemănător nailonului, care se înmoaie până la o consistență asemănătoare chitului la numai 60 °C, ușor de obținut prin scufundarea în apă fierbinte. Căldura specifică și conductivitatea PCL sunt suficient de scăzute pentru a nu fi greu de manipulat cu mâna la această temperatură. Acest lucru îl face ideal pentru modelarea la scară mică, fabricarea de piese, repararea obiectelor din plastic și prototiparea rapidă, atunci când rezistența la căldură nu este necesară. Deși PCL înmuiat se lipește ușor de multe alte materiale plastice la temperaturi ridicate, dacă suprafața este răcită, aderența poate fi redusă la minimum, lăsând în același timp masa flexibilă.

## Biodegradarea
Bacillota⁠(d) și Pseudomonadota⁠(d) pot degrada PCL. Penicillium sp. tulpina 26-1 poate degrada PCL de înaltă densitate; deși nu la fel de rapid ca Aspergillus sp. tulpina ST-01, termotolerantă. Speciile de Clostridium pot degrada PCL în condiții anaerobe.